# Винниківська міська рада
Винниківська міська рада — у складі Личаківського району міста Львова Львівської області з адміністративним центром у місті районного значення Винниках.

## Населені пункти
Міській раді підпорядковані населені пункти:
- м. Винники

## Склад ради
Рада складається з 26 депутатів та голови.

### Керівний склад попередніх скликань
| ПІБ                        | Основні відомості                                               | Дата обрання | Дата звільнення |
| -------------------------- | --------------------------------------------------------------- | ------------ | --------------- |
| Гудзяк Теодор Михайлович   | Міський голова, 1958 року народження                            | 26.03.2006   | 13.04.2010      |
| Уваров Сергій Іванович     | Міський голова, 1974 року народження, освіта вища, безпартійний | 31.10.2010   | 15.11.2015      |
| Квурт Володимир Леонідович | Міський голова, 1967 року народження, освіта вища, безпартійний | 15.11.2015   |                 |

Примітка: таблиця складена за даними джерела

### Депутати
За результатами місцевих виборів 2015 року депутатами ради стали

#### За суб'єктами висування
| Суб'єкт висування                                      | Кількість обраних депутатів | %    |
| ------------------------------------------------------ | --------------------------- | ---- |
| ПАРТІЯ "БЛОК ПЕТРА ПОРОШЕНКА "СОЛІДАРНІСТЬ"            | 5                           | 19,2 |
| Політична партія "Об’єднання "САМОПОМІЧ"               | 4                           | 15,4 |
| Політична партія "Воля"                                | 4                           | 15,4 |
| Політична партія "Громадянська позиція"                | 4                           | 15,4 |
| ПОЛІТИЧНА ПАРТІЯ "ГРОМАДСЬКИЙ РУХ "НАРОДНИЙ КОНТРОЛЬ"  | 3                           | 11,5 |
| ПОЛІТИЧНА ПАРТІЯ "ПАРТІЯ ПРОСТИХ ЛЮДЕЙ СЕРГІЯ КАПЛІНА" | 2                           | 7,7  |
| політична партія ДемАльянс (Демократичний альянс)      | 2                           | 7,7  |
| політична партія Народний Рух України                  | 2                           | 7,7  |

#### За округами
| № округу                                               | Прізвище, ім'я, по батькові  | Відомості про обраного депутата |
| ------------------------------------------------------ | ---------------------------- | --- |
| Партія "Блок Петра Порошенка"Солідарність"             |                              | |
| Перший кандидат                                        | Тимець Ігор Васильович       | Громадянин України, народився 19.02.1968 р., освіта вища, член ПАРТІЇ "БЛОК ПЕТРА ПОРОШЕНКА "СОЛІДАРНІСТЬ", Історико-краєзнавчий музей м. Винники, Директор, член ради обласного товариства "Надсяння", заступник голови ради директорів музеїв Львова, місце проживання: місто Львів-Винники |
| 5                                                      | Гаврих Віктор Михайлович     | Громадянин України, народився 10.11.1962 р., освіта вища, член ПАРТІЇ "БЛОК ПЕТРА ПОРОШЕНКА "СОЛІДАРНІСТЬ", НЛТУ України, головний інженер, місце проживання: місто Львів |
| 14                                                     | Жуковський Ігор Вячеславович | Громадянин України, народився 28.06.1965 р., освіта вища, член ПАРТІЇ "БЛОК ПЕТРА ПОРОШЕНКА "СОЛІДАРНІСТЬ", ТзОВ "Львівська тютюнова фабрика", Директор з охорони, місце проживання: місто Львів-Винники                                                                                      |
| 13                                                     | Спірняк Володимир Петрович   | Громадянин України, народився 29.07.1976 р., освіта вища, член ПАРТІЇ "БЛОК ПЕТРА ПОРОШЕНКА "СОЛІДАРНІСТЬ", І Комунальна Стоматологічна поліклініка, Зубний технік, місце проживання: місто Львів-Винники                                                                                     |
| 1                                                      | Калінічук Галина Петрівна    | Громадянка України, народилася 17.04.1973 р., освіта вища, член ПАРТІЇ "БЛОК ПЕТРА ПОРОШЕНКА "СОЛІДАРНІСТЬ", ГРК Святослав, директор, місце проживання: місто Львів-Винники |
| Політична партія "Воля"                                |                              | |
| Перший кандидат                                        | Свистович Лілія Євгенівна    | Громадянка України, народилася 20.06.1966 р., освіта вища, безпартійна, КЗ ЛОР "Винниківська загальноосвітня санаторна школа-інтернат І-ІІІ ступенів", директор, місце проживання: м. Львів                                                                                                   |
| 26                                                     | Богоніс Юрій Богданович      | Громадянин України, народився 07.03.1981 р., освіта вища, безпартійний, ТзОВ "МедіаВест", Керівник меблевого виробництва, місце проживання: м, Львів-Винники |
| 25                                                     | Маркевич Софія Любомирівна   | Громадянка України, народилася 01.04.1989 р., освіта вища, член Політичної партії "Воля", ЛНУ ім. Франка, Старший лаборант каф.режисури та хореографії ЛНУ ім.Франка, місце проживання: м, Львів-Винники                                                                                      |
| 13                                                     | Оліяр Стефан Петрович        | Громадянин України, народився 09.01.1952 р., освіта вища, безпартійний, "7ТВУз", Начальник будинку управління, місце проживання: м, Львів-Винники |
| Політична партія "Громадянська позиція"                |                              | |
| Перший кандидат                                        | Явний Богдан Петрович        | Громадянин України, народився 07.10.1962 р., освіта вища, член Політичної партії "Громадянська позиція", Приватнийпідприємець, фізична особа – підприємець, місце проживання: місто Львів-Винники                                                                                             |
| 10                                                     | Хома Максим Володимирович    | Громадянин України, народився 27.09.1979 р., освіта загальна середня, безпартійний, Приватний підприємець, місце проживання: місто Львів-Винники |
| 11                                                     | Хома Всеволод Володимирович  | Громадянин України, народився 05.12.1968 р., освіта вища, безпартійний, Приватний підприємець, місце проживання: місто Львів-Винники |
| 19                                                     | Крисюк Назар Ігорович        | Громадянин України, народився 07.10.1982 р., освіта вища, безпартійний, УДППЗ Укрпошта Львів - Поштамт, Начальник "Дільниці Кур’єрської доставки", місце проживання: місто Львів-Винники |
| Політична партія "Об’єднання "САМОПОМІЧ"               |                              | |
| Перший кандидат                                        | Дмитерко Тарас Олексійович   | Громадянин України, народився 09.09.1981 р., освіта вища, безпартійний, тимчасово не працює, місце проживання: м. Львів, м. Винники |
| 23                                                     | Морочко Світлана Данилівна   | Громадянка України, народилася 05.08.1968 р., освіта вища, безпартійна, Львівський обласний госпіталь для інвалідів та репресованих імені Юрія Липи, Лікар-терапевт 4-го терапевтичного відділу, місце проживання: м. Львів, м. Винники                                                       |
| 24                                                     | Кіт Євген Ігорович           | Громадянин України, народився 06.01.1992 р., освіта вища, безпартійний, тимчасово не працює, місце проживання: м. Львів, м. Винники |
| 22                                                     | Жигало Надія Степанівна      | Громадянка України, народилася 19.06.1959 р., освіта вища, безпартійна, Поліклінічне відділення № 2 м. Винники Комунальної 6-ї міської поліклініки м. Львова, завідувач, місце проживання: м. Львів, м. Винники                                                                               |
| ПОЛІТИЧНА ПАРТІЯ "ГРОМАДСЬКИЙ РУХ "НАРОДНИЙ КОНТРОЛЬ"  |                              | |
| Перший кандидат                                        | Почаєвець Володимир Юрійович | Громадянин України, народився 25.02.1986 р., освіта вища, член ПОЛІТИЧНОЇ ПАРТІЇ "ГРОМАДСЬКИЙ РУХ "НАРОДНИЙ КОНТРОЛЬ", ЛОГО "Західно-український центр політичних досліджень", Заступника директора з економічних питань, місце проживання: місто Львів-Винники                               |
| 14                                                     | Іваницький Андрій Іванович   | Громадянин України, народився 20.04.1983 р., освіта вища, член ПОЛІТИЧНОЇ ПАРТІЇ "ГРОМАДСЬКИЙ РУХ "НАРОДНИЙ КОНТРОЛЬ", ТзОВ "Успіх БМ", водій, місце проживання: місто Львів-Винники |
| 24                                                     | Проців Олег Володимирович    | Громадянин України, народився 20.06.1982 р., освіта вища, член ПОЛІТИЧНОЇ ПАРТІЇ "ГРОМАДСЬКИЙ РУХ "НАРОДНИЙ КОНТРОЛЬ", ЛМКП "Львів-Теплоенерго", слюсар, місце проживання: місто Львів-Винники                                                                                                |
| політична партія ДемАльянс (Демократичний альянс)      |                              | |
| Перший кандидат                                        | Матвіїшин Олег Романович     | Громадянин України, народився 02.02.1961 р., освіта вища, член політичної партії ДемАльянс (Демократичний альянс), ПП "Матвол", директор, місце проживання: місто Львів-Винники |
| 15                                                     | Шивала Юрій Андрійович       | Громадянин України, народився 21.09.1988 р., освіта вища, член політичної партії ДемАльянс (Демократичний альянс), тимчасово не працює, місце проживання: місто Львів-Винники |
| політична партія Народний Рух України                  |                              | |
| Перший кандидат                                        | Лешневський Іван Іванович    | Громадянин України, народився 18.03.1967 р., освіта вища, член політичної партії Народний Рух України, ФОП, директор, місце проживання: місто Львів-Винники |
| 8                                                      | Адамчук Оксана Степанівна    | Громадянка України, народилася 22.11.1978 р., освіта вища, безпартійна, ТзОВ "АФ"Дебет-Кредит Консалтинг"", Бухгалтер, місце проживання: місто Львів-Винники |
| ПОЛІТИЧНА ПАРТІЯ "ПАРТІЯ ПРОСТИХ ЛЮДЕЙ СЕРГІЯ КАПЛІНА" |                              | |
| Перший кандидат                                        | Чорний Андрій Петрович       | Громадянин України, народився 05.07.1962 р., освіта середня спеціальна, член ПОЛІТИЧНОЇ ПАРТІЇ "ПАРТІЯ ПРОСТИХ ЛЮДЕЙ СЕРГІЯ КАПЛІНА", ТОВ"Гал-Дім", директор, місце проживання: місто Львів-Винники                                                                                           |
| 12                                                     | Сурков Юрій Вікторович       | Громадянин України, народився 09.04.1956 р., освіта середня спеціальна, член ПОЛІТИЧНОЇ ПАРТІЇ "ПАРТІЯ ПРОСТИХ ЛЮДЕЙ СЕРГІЯ КАПЛІНА", ТОВ "Студія віто Д", директор, місце проживання: місто Львів-Винники                                                                                    |